# Cucullia cemenelensis
Cucullia cemenelensis is een vlinder uit de familie uilen (Noctuidae). De wetenschappelijke naam is voor het eerst geldig gepubliceerd in 1923 door Boursin.
De soort komt voor in Europa.